# Rudy Mosbergen
Rudolf William „Rudy” Mosbergen (ur. 8 kwietnia 1929 w Singapurze, zm. 22 lutego 2015 tamże) – singapurski hokeista na trawie, olimpijczyk. Zawodnik Singapore Recreation Club.
Mosbergen grał w hokeja m.in. w szkole St. Joseph's Institution (SJI), którą ukończył w 1948 i do której wrócił później jako nauczyciel historii. 1969-1975 uczył także w Swiss Cottage Secondary School, w 1982 został dyrektorem Raffles Junior College, był także wicedyrektorem SJI aż do przejścia na emeryturę w 1989. W 2004 wprowadzony do Singapore Olympic Academy Roll of Honour.
Uczestnik Letnich Igrzysk Olimpijskich 1956. Reprezentował Singapur we wszystkich sześciu meczach. W wygranym 6-1 spotkaniu ze Stanami Zjednoczonymi zdobył gola, jedynego zresztą na tym turnieju. Jego reprezentacja zajęła finalnie ósme miejsce w stawce 12 zespołów. 
Rozegrał przynajmniej 60 spotkań w kadrze narodowej.